# El Peral
El Peral es un municipio español de la provincia de Cuenca, en la comunidad autónoma de Castilla-La Mancha.

## Geografía
Presenta una superficie del término de 85,95 km². La población se encuentra situada en el sur de la provincia de Cuenca, en la comarca de la Manchuela conquense. Dista 75 kilómetros de la capital provincial y por su término municipal discurren la Autovía del Este y la carretera carretera comarcal CM-220 que une Cuenca con Albacete.  
El pueblo se encuentra en una ladera, junto a la vega regada por el río Valdemembra, afluente del Júcar y se alza a una altitud de 797 metros sobre el nivel de mar. El relieve del municipio es bastante llano, tan sólo modificado por algunas lomas y la depresión del río Valdemembra que lo atraviesa de norte a sur. La altitud oscila entre los 870 metros al norte, en el límite con Motilla del Palancar,  y los 780 metros al sur, a orillas del río.  
| Noroeste: Pozorrubielos de la Mancha y Motilla del Palancar | Norte: Motilla del Palancar | Nordeste: Castillejo de Iniesta |
| Oeste: Pozorrubielos de la Mancha                           |                             | Este: Iniesta                   |
| Suroeste: Villanueva de la Jara                             | Sur: Villanueva de la Jara  | Sureste: Iniesta                |

| Parámetros climáticos promedio de El Peral | Parámetros climáticos promedio de El Peral | Parámetros climáticos promedio de El Peral | Parámetros climáticos promedio de El Peral | Parámetros climáticos promedio de El Peral | Parámetros climáticos promedio de El Peral | Parámetros climáticos promedio de El Peral | Parámetros climáticos promedio de El Peral | Parámetros climáticos promedio de El Peral | Parámetros climáticos promedio de El Peral | Parámetros climáticos promedio de El Peral | Parámetros climáticos promedio de El Peral | Parámetros climáticos promedio de El Peral | Parámetros climáticos promedio de El Peral |
| Mes | Ene.                                       | Feb.                                       | Mar.                                       | Abr.                                       | May.                                       | Jun.                                       | Jul.                                       | Ago.                                       | Sep.                                       | Oct.                                       | Nov.                                       | Dic.                                       | Anual                                      |
| --- | ------------------------------------------ | ------------------------------------------ | ------------------------------------------ | ------------------------------------------ | ------------------------------------------ | ------------------------------------------ | ------------------------------------------ | ------------------------------------------ | ------------------------------------------ | ------------------------------------------ | ------------------------------------------ | ------------------------------------------ | ------------------------------------------ |
| Temp. máx. media (°C) | 9                                          | 11                                         | 14                                         | 17                                         | 21                                         | 27                                         | 30                                         | 30                                         | 25                                         | 19                                         | 13                                         | 10                                         | 18.8                                       |
| Temp. media (°C) | 4                                          | 5                                          | 8                                          | 11                                         | 15                                         | 20                                         | 23                                         | 23                                         | 19                                         | 13                                         | 8                                          | 4                                          | 12.8                                       |
| Temp. mín. media (°C) | -1                                         | 0                                          | 2                                          | 5                                          | 8                                          | 13                                         | 16                                         | 16                                         | 12                                         | 8                                          | 3                                          | 0                                          | 6.8                                        |
| Precipitación total (mm) | 52                                         | 47                                         | 56                                         | 69                                         | 69                                         | 33                                         | 10                                         | 19                                         | 38                                         | 73                                         | 65                                         | 60                                         | 591                                        |
| Fuente: Weather Spark https://es.weatherspark.com/y/40292/Clima-promedio-en-El-Peral-Espa%C3%B1a-durante-todo-el-a%C3%B1o Climate Data https://es.climate-data.org/europe/espana/castilla-la-mancha/cuenca-2148/ |                                            |                                            |                                            |                                            |                                            |                                            |                                            |                                            |                                            |                                            |                                            |                                            |                                            |

## Demografía
El Peral cuenta con una población de 648 habitantes (INE 2024).
| Gráfica de evolución demográfica de El Peral entre 1842 y 2021                                                                                             |
| |
| Población de derecho según los censos de población del INE Población de hecho según los censos de población del INEEn este censo se denominaba Peral: 1842 |

Sus gentilicios son Peraleño o Peraleña.  
En la tabla, se puede apreciar que desde 1900 El Peral tuvo un crecimiento constante, hasta 1960, cuanto este empezó a disminuir.

## Cultura

### Patrimonio
El Rollo, monumento de piedra, se encuentra en el parque que hay en la entrada del pueblo.
También tiene una iglesia del siglo XV-XVI, dedicada a Nuestra Señora de la Asunción, de estilo renacentista, donde se encuentra un magnífico retablo gótico (obra de Antonio de Comontes, alumno de Juan de Borgoña) que ha sido recuperado tras una cuidada restauración.
Destaca su pórtico de entrada y su artesonado, que conserva su policromía original.
Tiene tres ermitas: la de S. Cosme y S. Damián, la de S. Isidro y la de la Virgen del Espino, cerca de la cual había un olmo centenario que, debido a una enfermedad, se quedó hueco y era conocido como "el olmo hueco".
Hay también una casa señorial (Casa de Luján), hoy perteneciente a la familia Cabañero, en la que destaca su salón central conocido como media naranja.

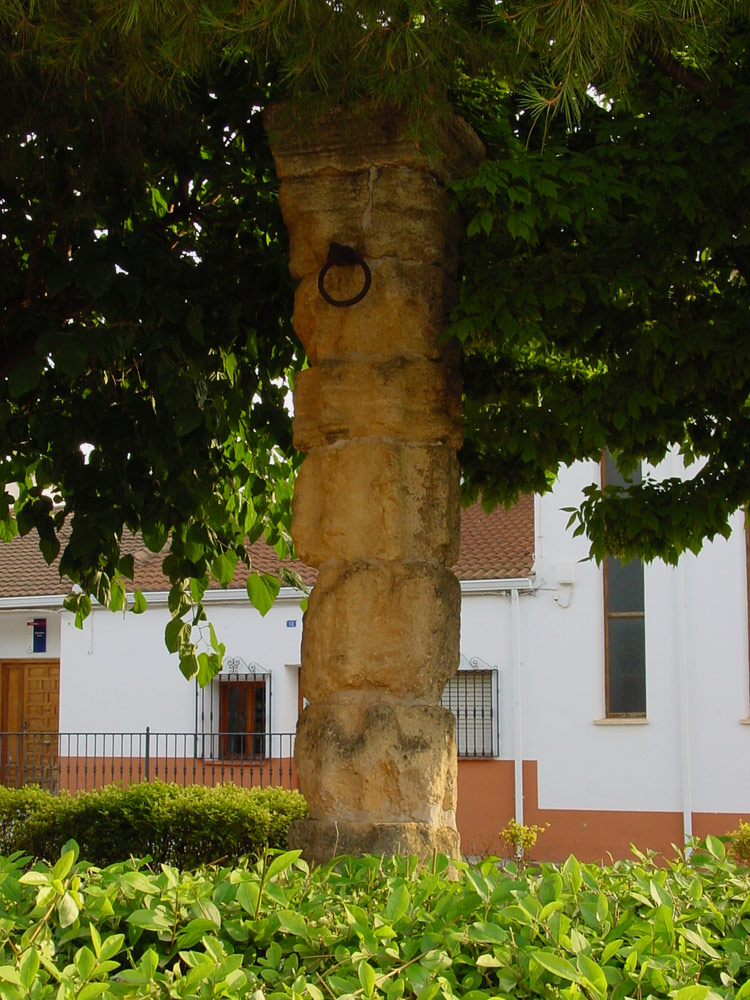
Rollo de El Peral.

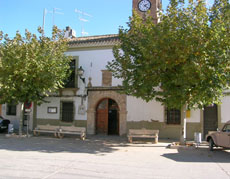
Ayuntamiento de El Peral

### Fiestas
- El 1 de mayo son las fiestas en honor a la Virgen del Espino. La noche anterior, se le cantan los mayos a la Virgen en el soportal de la iglesia, a los que asiste todo el pueblo, vecinos de los pueblos de alrededor y peraleños que tuvieron que salir fuera para trabajar. Al día siguiente, se la lleva en procesión a la ermita donde se la entra subastando las varas. Posteriormente, se reparte al pueblo la caridad, una especie de pan ácimo que cada año ofrece una vecina.

Durante este mes, todas las tardes, se le reza en su ermita un rosario.
- El 27 de septiembre se celebran las fiestas en honor a los Santicos, san Cosme y san Damián. La noche anterior, se encienden las hogueras alrededor del camino por donde los bajan de la ermita. Al día siguiente tiene lugar la procesión por el pueblo. Esos días se celebran corridas en su plaza de toros.

## Personas destacadas
- Joaquín Sigüenza y Chavarrieta (El Peral 1825 - Madrid 1902), pintor de cámara de Isabel II y conservador de las pinturas del Monasterio de El Escorial.

## Historia
De sus orígenes poco se sabe, pero se cuenta que a finales del siglo VI las gentes en su recorrido de Iniesta a Alarcón, mediante un camino muy importante en esta zona, se detenían a descansar en un peral que los cobijaba. A partir de ahí, poco a poco se iría formando la población.
Más tarde, sobre el año 1500, los Reyes Católicos le otorgan el privilegio de Villa. Las tierras de El Peral seguirán, desde entonces, ligadas a dicho marquesado, pasando después a manos valencianas, hasta que en tiempos recientes Cuenca las compró.

## Economía
El Peral está especializado en el cultivo de la vid, la cebada, las lentejas y las almendras. Además, también está principalmente especializado en el sector servicios o sector terciario.
Sobre la vid, podemos encontrar la cooperativa Nuestra Señora del Espino. Y sobre servicios, podemos encontrar varias panaderías y tiendas.
En el año 2005, se proyectó el trazado de la Autovía del Júcar entre Cuenca y Albacete. Según el proyecto, la autovía pasaría por la localidad de El Peral, pero al final las obras nunca se iniciaron y fueron canceladas.

## Administración y política
| Periodo | Nombre | Partido |
| ------- | ------ | ------- |

Fuente: Ministerio de Política Territorial y Función Pública.